# Vuelta al Algarve 2016
La 42ª edición de la Vuelta al Algarve tuvo lugar del 17 al 21 de febrero de 2016 con un recorrido de 743,2 km, repartidos en 5 etapas, entre Lagos y Alto do Malhão.
La carrera forma parte del UCI Europe Tour 2016, dentro de la categoría 2.1.

## Equipos participantes
Tomaron parte en la carrera 24 equipos: 12 equipos de categoría UCI ProTeam; 6 de categoría Profesional Continental y 6 de categoría Continental. Formando así un pelotón de 190 ciclistas, con 8 corredores cada equipo (excepto el Sky y Astana que salieron con 7). Los equipos participantes fueron:
| Equipo                            | Cód. UCI | Categoría               |
| --------------------------------- | -------- | ----------------------- |
| Team Sky                          | SKY      | UCI ProTeam             |
| Astana Pro Team                   | AST      | UCI ProTeam             |
| Cannondale Pro Cycling Team       | CPT      | UCI ProTeam             |
| Etixx-Quick Step                  | EQS      | UCI ProTeam             |
| FDJ                               | FDJ      | UCI ProTeam             |
| IAM Cycling                       | IAM      | UCI ProTeam             |
| Lotto Soudal                      | LTS      | UCI ProTeam             |
| Movistar Team                     | MOV      | UCI ProTeam             |
| Team Katusha                      | KAT      | UCI ProTeam             |
| Team LottoNL-Jumbo                | TLJ      | UCI ProTeam             |
| Tinkoff                           | TNK      | UCI ProTeam             |
| Trek-Segafredo                    | TFR      | UCI ProTeam             |
| Bora-Argon 18                     | BOA      | Profesional Continental |
| Caja Rural-Seguros RGA            | CJR      | Profesional Continental |
| Gazprom-RusVelo                   | GAZ      | Profesional Continental |
| Team Novo Nordisk                 | TNN      | Profesional Continental |
| Team Roth                         | ROT      | Profesional Continental |
| Verva ActiveJet Pro Cycling Team  | VAT      | Profesional Continental |
| Efapel                            | EFP      | Continental             |
| LA Aluminios-Antarte              | LAA      | Continental             |
| Louletano-Hospital Loulé-Jorbi    | LRJ      | Continental             |
| Radio Popular-Boavista            | RPB      | Continental             |
| Sporting Clube de Portugal/Tavira | TAV      | Continental             |
| W52-FC Porto-Porto Canal          | W52      | Continental             |

## Etapas
La Vuelta al Algarve dispuso de cinco etapas para un recorrido total de 743,2 kilómetros.
| Etapa     | Fecha     | Recorrido                     | type                    | Distancia (km) | Ganador           | Líder             |
| --------- | --------- | ----------------------------- | ----------------------- | -------------- | ----------------- | ----------------- |
| 1.ª etapa | 17 de feb | Lagos – Albufeira             | etapa llana             | 163,6          | Marcel Kittel     | Marcel Kittel     |
| 2.ª etapa | 18 de feb | Lagos – Foia                  | etapa de media montaña  | 198,6          | Luis León Sánchez | Luis León Sánchez |
| 3.ª etapa | 19 de feb | Sagres – Sagres               | contrarreloj individual | 18             | Fabian Cancellara | Tony Martin       |
| 4.ª etapa | 20 de feb | São Brás de Alportel – Tavira | etapa escarpada         | 194            | Marcel Kittel     | Tony Martin       |
| 5.ª etapa | 21 de feb | Almodôvar – Alto do Malhão    | etapa de media montaña  | 169            | Alberto Contador  | Geraint Thomas    |

### Etapa 1
Los resultados de la primera etapa fueron:
|   | Ciclista           | Equipo           | Tiempo          |
| - | ------------------ | ---------------- | --------------- |
| 1 | Marcel Kittel      | Etixx-Quick Step | 3 h 52 min 35 s |
| 2 | André Greipel      | Lotto Soudal     | m.t.            |
| 3 | Jasper Stuyven     | Trek-Segafredo   | m.t.            |
| 4 | Wouter Wippert     | Cannondale       | m.t.            |
| 5 | Victor Campenaerts | LottoNL-Jumbo    | m.t.            |

|   | Ciclista           | Equipo           | Tiempo          |
| - | ------------------ | ---------------- | --------------- |
| 1 | Marcel Kittel      | Etixx-Quick Step | 3 h 52 min 25 s |
| 2 | André Greipel      | Lotto Soudal     | a 4 s           |
| 3 | Jasper Stuyven     | Trek-Segafredo   | a 6 s           |
| 4 | Wouter Wippert     | Cannondale       | a 10 s          |
| 5 | Victor Campenaerts | LottoNL-Jumbo    | a 26 s          |

### Etapa 2
Los resultados de la segunda etapa fueron:
|   | Ciclista          | Equipo        | Tiempo          |
| - | ----------------- | ------------- | --------------- |
| 1 | Luis León Sánchez | Astana        | 5 h 08 min 25 s |
| 2 | Geraint Thomas    | Sky           | a 1 s           |
| 3 | Primož Roglič     | LottoNL-Jumbo | a 3 s           |
| 4 | Ion Izagirre      | Movistar      | a 3 s           |
| 5 | Tiago Machado     | Katusha       | a 5 s           |

|   | Ciclista          | Equipo        | Tiempo          |
| - | ----------------- | ------------- | --------------- |
| 1 | Luis León Sánchez | Astana        | 9 h 00 min 50 s |
| 2 | Geraint Thomas    | Sky           | a 5 s           |
| 3 | Primož Roglič     | LottoNL-Jumbo | a 9 s           |
| 4 | Ion Izagirre      | Movistar      | a 13 s          |
| 5 | Tiago Machado     | Katusha       | a 15 s          |

### Etapa 3
Los resultados de la tercera etapa fueron:
|   | Ciclista          | Equipo           | Tiempo      |
| - | ----------------- | ---------------- | ----------- |
| 1 | Fabian Cancellara | Trek-Segafredo   | 20 min 57 s |
| 2 | Tony Martin       | Etixx-Quick Step | a 5 s       |
| 3 | Geraint Thomas    | Sky              | a 28 s      |
| 4 | Ion Izagirre      | Movistar         | a 37 s      |
| 5 | Nélson Oliveira   | Movistar         | m.t.        |

|   | Ciclista       | Equipo           | Tiempo          |
| - | -------------- | ---------------- | --------------- |
| 1 | Tony Martin    | Etixx-Quick Step | 9 h 22 min 17 s |
| 2 | Geraint Thomas | Sky              | a 3 s           |
| 3 | Ion Izagirre   | Movistar         | a 20 s          |
| 4 | Tony Gallopin  | Lotto-Soudal     | a 46 s          |
| 5 | Thibaut Pinot  | FDJ              | a 47 s          |

### Etapa 4
Los resultados de la cuarta etapa fueron:
|   | Ciclista            | Equipo           | Tiempo          |
| - | ------------------- | ---------------- | --------------- |
| 1 | Marcel Kittel       | Etixx-Quick Step | 4 h 46 min 35 s |
| 2 | Wouter Wippert      | Cannondale       | m.t.            |
| 3 | Jens Debusschere    | Lotto-Soudal     | m.t.            |
| 4 | Jonas Van Genechten | IAM              | m.t.            |
| 5 | José Joaquín Rojas  | Movistar         | m.t.            |

|   | Ciclista       | Equipo           | Tiempo           |
| - | -------------- | ---------------- | ---------------- |
| 1 | Tony Martin    | Etixx-Quick Step | 14 h 08 min 57 s |
| 2 | Geraint Thomas | Sky              | a 3 s            |
| 3 | Ion Izagirre   | Movistar         | a 20 s           |
| 4 | Tony Gallopin  | Lotto-Soudal     | a 41 s           |
| 5 | Thibaut Pinot  | FDJ              | a 47 s           |

### Etapa 5
Los resultados de la quinta etapa fueron:
|   | Ciclista         | Equipo               | Tiempo          |
| - | ---------------- | -------------------- | --------------- |
| 1 | Alberto Contador | Tinkoff              | 4 h 24 min 47 s |
| 2 | Fabio Aru        | Astana               | a 20 s          |
| 3 | Thibaut Pinot    | FDJ                  | m.t.            |
| 4 | Amaro Antunes    | LA Aluminios-Antarte | m.t.            |
| 5 | Geraint Thomas   | Sky                  | a 28 s          |

|   | Ciclista         | Equipo        | Tiempo           |
| - | ---------------- | ------------- | ---------------- |
| 1 | Geraint Thomas   | Sky           | 18 h 34 min 15 s |
| 2 | Ion Izagirre     | Movistar      | a 19 s           |
| 3 | Alberto Contador | Tinkoff       | a 26 s           |
| 4 | Thibaut Pinot    | FDJ           | a 32 s           |
| 5 | Primož Roglič    | LottoNL-Jumbo | a 49 s           |

## Clasificaciones finales
- Las clasificaciones finalizaron de la siguiente forma:[3]

### Clasificación general
| Posición | Ciclista          | Equipo               | Tiempo   |
| -------- | ----------------- | -------------------- | -------- |
|          | Geraint Thomas    | Sky                  | 18:34:15 |
| 2.º      | Ion Izagirre      | Movistar             | a 19 s   |
| 3.º      | Alberto Contador  | Tinkoff              | a 26 s   |
| 4.º      | Thibaut Pinot     | FDJ                  | a 32 s   |
| 5.º      | Primož Roglič     | LottoNL-Jumbo        | a 49 s   |
| 6.º      | Tony Gallopin     | Lotto Soudal         | a 50 s   |
| 7.º      | Ilnur Zakarin     | Katusha              | a 1:03   |
| 8.º      | Jarlinson Pantano | IAM                  | a 1:04   |
| 9.º      | Fabio Aru         | Astana               | a 1:25   |
| 10.º     | Amaro Antunes     | LA Aluminios-Antarte | a 1:27   |

### Clasificación por puntos
| Posición | Ciclista         | Equipo           | Puntos |
| -------- | ---------------- | ---------------- | ------ |
|          | Marcel Kittel    | Etixx-Quick Step | 50     |
| 2.º      | Geraint Thomas   | Sky              | 30     |
| 3.º      | Alberto Contador | Tinkoff          | 25     |
| 4.º      | Thibaut Pinot    | FDJ              | 24     |
| 5.º      | Primož Roglič    | LottoNL-Jumbo    | 24     |

### Clasificación de la montaña
| Posición | Ciclista          | Equipo          | Puntos |
| -------- | ----------------- | --------------- | ------ |
|          | Alexandr Kolobnev | Gazprom-RusVelo | 15     |
| 2.º      | Alberto Contador  | Tinkoff         | 12     |
| 3.º      | Geraint Thomas    | Sky             | 8      |

### Clasificación de los jóvenes
| Posición | Ciclista           | Equipo                 | Puntos   |
| -------- | ------------------ | ---------------------- | -------- |
|          | Tiesj Benoot       | Lotto Soudal           | 18:36:54 |
| 2.º      | Héctor Sáez Benito | Caja Rural-Seguros RGA | a 2:14   |
| 3.º      | Víctor Etxeberria  | Radio Popular-Boavista | a 11:10  |

## Evolución de las clasificaciones
| Etapa (Vencedor)              | Clasificación general | Clasificación por puntos | Clasificación de la montaña | Clasificación de los jóvenes | Clasificación por equipos |
| ----------------------------- | --------------------- | ------------------------ | --------------------------- | ---------------------------- | ------------------------- |
| 1.ª etapa (Marcel Kittel)     | Marcel Kittel         | Marcel Kittel            | Kamil Gradek                | Sebastián Henao              | Movistar                  |
| 2.ª etapa (Luis León Sánchez) | Luis León Sánchez     | Luis León Sánchez        | Luis León Sánchez           | Héctor Sáez                  | Caja Rural-Seguros RGA    |
| 3.ª etapa (Fabian Cancellara) | Tony Martin           | Marcel Kittel            | Geraint Thomas              | Tiesj Benoot                 | Katusha                   |
| 4.ª etapa (Marcel Kittel)     | Tony Martin           | Marcel Kittel            | Geraint Thomas              | Tiesj Benoot                 | Katusha                   |
| 5.ª etapa (Alberto Contador)  | Geraint Thomas        | Marcel Kittel            | Alexandr Kolobnev           | Tiesj Benoot                 | Katusha                   |
| Clasificación final           | Geraint Thomas        | Marcel Kittel            | Alexandr Kolobnev           | Tiesj Benoot                 | Katusha                   |